# Obročastorepi maki
Obročastorepi maki (znanstveno ime Lemur catta) je srednje velik do večji Strepsirrhini (mokronosi) prvak in najbolj mednarodno poznana vrsta lemurja zaradi svojega dolgega, črno-belega repa z obroči. Spada v skupino Lemuridae, eno od petih družin lemurjev, in je edini član rodu lemurjev. Kot vsi lemurji je endemit otoka Madagaskar, kjer je ogrožen. Lokalno v malgaščini znan kot maky, napisano maki v francoščini) ali hira, sega od galerijskih gozdov do bodičastega grmičevja v južnih regijah otoka. Je vsejed in tudi najbolj prilagojen kopenskemu življenju od obstoječih lemurjev.
Obročastorepi maki je zelo družaben in živi v skupinah – znanih kot »čete« – do 30 posameznikov. Je tudi prevladujoča vrsta samic, kar je značilno za lemurje. Da bi ohranili toploto in utrdili družbene vezi, se skupine stiskajo skupaj. Medsebojna nega je še en bistven vidik socializacije lemurja (kot pri vseh primatih), ki ponovno potrjuje socialne in družinske povezave, hkrati pa drug drugemu pomaga znebiti morebitnih zajedavcev. Obročastorepi maki živijo izključno dnevno in so aktivni izključno podnevi. Zaradi takšnega načina življenja se tudi sončijo; lemurje je mogoče opazovati, kako sedijo pokonci na svojih repih in soncu izpostavljajo svoj mehak, bel trebušni kožuh. Pogosto bodo imeli tudi odprte dlani in nežno zaprte oči. Tako kot drugi lemurji se tudi ta vrsta močno zanaša na svoj voh, teritorialno označevanje z dišavnimi žlezami pa zagotavlja komunikacijske signale po celotnem domačem območju skupine. Žleze so v bližini oči, pa tudi v bližini anusa. Samci izvajajo edinstveno vedenje za označevanje z vonjem, imenovano označevanje z ostrogami, in sodelujejo v smrdljivih bojih tako, da svoje repe namažejo s feromoni in z njimi »mahajo« proti nasprotnikom. Poleg tega lemurji obeh spolov odišavijo drevesa, hlode, skale ali druge predmete tako, da jih preprosto podrgnejo z obrazom in telesom, podobno kot domača mačka.
Kot eden najbolj glasnih primatov, obročastorepi maki uporablja številne vokalizacije, vključno s klicanjem k koheziji skupine in alarmnimi klici za plenilce. Poskusi so pokazali, da lahko obročastorepi maki kljub pomanjkanju velikih možganov (v primerjavi s simiiformnimi primati) organizira zaporedja, razume osnovne aritmetične operacije in prednostno izbira orodja na podlagi funkcionalnih lastnosti.
Kljub temu, da se zlahka prilagaja in razmnožuje v ujetništvu (in da je najbolj priljubljena vrsta lemurja v živalskih vrtovih po vsem svetu z več kot 2000 primerki, vzgojenimi v ujetništvu), je divja populacija obročastorepega makija navedena kot ogrožena na rdečem seznamu IUCN, zaradi uničenja habitata, lokalnega lova na meso divjih živali in trgovine z eksotičnimi hišnimi ljubljenčki. Od začetka leta 2017 naj bi zaradi teh razlogov populacija v divjini padla na vsega 2000 osebkov, zaradi česar so veliko bolj kritično ogroženi. Lokalni madagaskarski kmetje in gozdarska industrija pogosto uporabljajo tehnike krčenja gozdov s požigalništvom, pri čemer je večino dni na Madagaskarju viden dim na obzorju, da bi prilagodili površine za živino in obdelovali večja polja s pridelki.

## Evolucijska zgodovina
Vsi fosili sesalcev z Madagaskarja izvirajo iz novejšega časa. Tako je malo znanega o evoluciji obročastorepega makija , kaj šele o preostalem lemurjevem kladu, ki obsega celotno endemično populacijo primatov na otoku. Vendar pa kromosomski in molekularni dokazi kažejo, da so lemurji med seboj tesneje povezani kot z drugimi primati Strepsirrhine. Da se je to zgodilo, se domneva, da je zelo majhna populacija prednikov prišla na Madagaskar z enim samim plutjem pred 50 do 80 milijoni let. Kasnejše evolucijsko sevanje in speciacija sta ustvarila raznolikost madagaskarskih lemurjev, ki jih vidimo danes.
Glede na analizo aminokislinskih zaporedij je bila razvejanost družine Lemuridae datirana na 26,1 ±3,3 milijona let, medtem ko zaporedja rRNA mtDNA postavljajo razcep na 24,9 ±3,6 milijona let. Variji so prvi rod, ki se je odcepil (najbolj bazalno) v družini, pogled, ki je dodatno podprt z analizo zaporedij DNK in kariotipov. Poleg tega molekularni podatki kažejo na globoko genetsko razhajanje in sorodstvo med pravimi lemurji (Eulemur) in drugima dvema rodovoma: Lemur in Hapalemur.
Domneva se, da ima obročastorepi maki večjo afiniteto do bambusovih lemurjev iz rodu Hapalemur kot do drugih dveh rodov v svoji družini. To je bilo podprto s primerjavami v komunikaciji, kromosomih, genetiki in več morfoloških lastnostih, kot so podobnosti dišavnih žlez. Vendar pa drugi podatki o imunologiji in drugih morfoloških lastnostih ne podpirajo te tesne povezave. Na primer, vrste Hapalemur imajo kratke gobce, medtem ko imajo obročastorepi maki in ostali Lemuridae dolge gobce. Vendar pa razlike v razmerju med orbito (očesno votlino) in gobcem nakazujejo, da so obročastorepi maki in pravi lemurji neodvisno razvili svoje podolgovate obraze.
Razmerje med obročastorepim makijem in bambusovim lemurjem je najmanj razumljeno. Molekularna analiza kaže, da so se bambusovi lemurji ločili od obročastorepega makija, zaradi česar je skupina postala monofiletična in podpira sedanjo taksonomijo dveh rodov ali da je obročastorepi maki živel skupaj z bambusovimi lemurji, kar zahteva Hapalemur simus da se odcepi v lasten rod, Prolemur.
Kariotip obročastorepega makija ima 56 kromosomov, od katerih so štirje metacentrični (kraki skoraj enake dolžine), štirje submetacentrični (kraki neenake dolžine) in 46 akrocentrični (kratek krak je komaj opazen). Kromosom X je metacentričen, kromosom Y pa akrocentričen.

## Taksonomska klasifikacija
Zaradi težav pri razločevanju odnosov znotraj družine Lemuridae se vsi strokovnjaki ne strinjajo s taksonomijo, čeprav je večina primatološke skupnosti naklonjena trenutni klasifikaciji.
|  | \| \| Lemur (obročastorepi maki) \| \| \| \| \| \| Hapalemur (manjši bambusovi lemurji) \| \| \| \| |
|  | |
|  | Eulemur (pravi lemurji)                                                                             |
|  | |
|  | Lemur (obročastorepi maki)                                                                          |
|  | |
|  | Hapalemur (manjši bambusovi lemurji)                                                                |
|  | |

|  | Lemur (obročastorepi maki)           |
|  |                                      |
|  | Hapalemur (manjši bambusovi lemurji) |
|  |                                      |

|  | \| \| Lemur (obročastorepi maki) \| \| \| \| \| \| Hapalemur (manjši bambusovi lemurji) \| \| \| \| |
|  | |
|  | Eulemur (pravi lemurji)                                                                             |
|  | |
|  | Lemur (obročastorepi maki)                                                                          |
|  | |
|  | Hapalemur (manjši bambusovi lemurji)                                                                |
|  | |

|  | Lemur (obročastorepi maki)           |
|  |                                      |
|  | Hapalemur (manjši bambusovi lemurji) |
|  |                                      |

|  | \| \| Lemur (obročastorepi maki) \| \| \| \| \| \| Hapalemur (manjši bambusovi lemurji) \| \| \| \| |
|  | |
|  | Eulemur (pravi lemurji)                                                                             |
|  | |
|  | Lemur (obročastorepi maki)                                                                          |
|  | |
|  | Hapalemur (manjši bambusovi lemurji)                                                                |
|  | |

|  | Lemur (obročastorepi maki)           |
|  |                                      |
|  | Hapalemur (manjši bambusovi lemurji) |
|  |                                      |

|  | \| \| Lemur (obročastorepi maki) \| \| \| \| \| \| Hapalemur (manjši bambusovi lemurji) \| \| \| \| |
|  | |
|  | Eulemur (pravi lemurji)                                                                             |
|  | |
|  | Lemur (obročastorepi maki)                                                                          |
|  | |
|  | Hapalemur (manjši bambusovi lemurji)                                                                |
|  | |

|  | Lemur (obročastorepi maki)           |
|  |                                      |
|  | Hapalemur (manjši bambusovi lemurji) |
|  |                                      |

|  | \| \| Lemur (obročastorepi maki) \| \| \| \| \| \| Hapalemur (manjši bambusovi lemurji) \| \| \| \| |
|  | |
|  | Eulemur (pravi lemurji)                                                                             |
|  | |
|  | Lemur (obročastorepi maki)                                                                          |
|  | |
|  | Hapalemur (manjši bambusovi lemurji)                                                                |
|  | |

|  | Lemur (obročastorepi maki)           |
|  |                                      |
|  | Hapalemur (manjši bambusovi lemurji) |
|  |                                      |

|  | \| \| Lemur (obročastorepi maki) \| \| \| \| \| \| Hapalemur (manjši bambusovi lemurji) \| \| \| \| |
|  | |
|  | Eulemur (pravi lemurji)                                                                             |
|  | |
|  | Lemur (obročastorepi maki)                                                                          |
|  | |
|  | Hapalemur (manjši bambusovi lemurji)                                                                |
|  | |

|  | Lemur (obročastorepi maki)           |
|  |                                      |
|  | Hapalemur (manjši bambusovi lemurji) |
|  |                                      |

|  | \| \| Lemur (obročastorepi maki) \| \| \| \| \| \| Hapalemur (manjši bambusovi lemurji) \| \| \| \| |
|  | |
|  | Eulemur (pravi lemurji)                                                                             |
|  | |
|  | Lemur (obročastorepi maki)                                                                          |
|  | |
|  | Hapalemur (manjši bambusovi lemurji)                                                                |
|  | |

|  | Lemur (obročastorepi maki)           |
|  |                                      |
|  | Hapalemur (manjši bambusovi lemurji) |
|  |                                      |

|  | \| \| Lemur (obročastorepi maki) \| \| \| \| \| \| Hapalemur (manjši bambusovi lemurji) \| \| \| \| |
|  | |
|  | Eulemur (pravi lemurji)                                                                             |
|  | |
|  | Lemur (obročastorepi maki)                                                                          |
|  | |
|  | Hapalemur (manjši bambusovi lemurji)                                                                |
|  | |

|  | Lemur (obročastorepi maki)           |
|  |                                      |
|  | Hapalemur (manjši bambusovi lemurji) |
|  |                                      |

Leta 1996 sta raziskovalca Steven Goodman in Olivier Langrand predlagala, da bi obročastorepi maki lahko pokazal regionalne razlike, zlasti visokogorsko populacijo v masivu Andringitra, ki ima debelejšo dlako, svetlejšo obarvanost in razlike v repnih obročkih. Leta 2001 je primatolog Colin Groves ugotovil, da to ne predstavlja lokalne podvrste. Ta odločitev je bila kasneje podprta z nadaljnjim terenskim delom, ki je pokazalo, da so razlike v normalnem razponu variacije za vrsto. Debelejša dlaka je veljala za lokalno prilagoditev na ekstremno nizke temperature v regiji, bledenje dlake pa so pripisali povečani izpostavljenosti sončnemu sevanju. Dodatne genetske študije leta 2000 so dodatno podprle sklep, da se populacija ni bistveno razlikovala od drugih populacij obročastorepih makijev na otoku.

## Ekologija
Obročastorepi maki je dnevni in polzemeljski. Je najbolj kopenska vrsta lemurja, saj na tleh preživi kar 33 % svojega časa. Vendar je še vedno precej drevesna, saj preživi 23 % svojega časa v srednji krošnji, 25 % v zgornji krošnji, 6 % v nastajajočem sloju in 13 % v majhnih grmičkih. Čete potujejo 70 % po tleh.
Velikost čete, območje doma in gostota populacije se razlikujejo glede na regijo in razpoložljivost hrane. Čete so običajno velike od 6 do 25, čeprav so bile zabeležene čete z več kot 30 posamezniki. Povprečna četa vsebuje 13 do 15 posameznikov. Velikost domačega območja se giblje med 6 in 35 hektarjev. Čete obročastorepega makija bodo ohranile ozemlje, vendar je prekrivanje pogosto veliko. Ko pride do srečanj, so agonistične ali sovražne narave. Četa običajno zaseda isti del svojega dosega tri ali štiri dni, preden se premakne. Ko se premakne, je povprečna potovalna razdalja 1 km. Gostota se giblje od 100 osebkov na 1 km² v suhih gozdovih do 250–600 osebkov na km² v galerijskih in sekundarnih gozdovih.
Obročastorepi maki ima domače in uvedene plenilce. Med avtohtonimi plenilci so fosa (Cryptoprocta ferox), madagaskarski jastreb (Polyboroides radiatus), madagaskarski brenčač (Buteo brachypterus) in madagaskarska boa (Acrantophis madagascariensis). Uvedeni plenilci so majhna indijska cibetovka (Viverricula indica), domača mačka in domači pes.

### Geografsko območje in habitat
Obročastorepi maki, endemit južnega in jugozahodnega Madagaskarja, sega dlje v visokogorja kot drugi lemurji. Naseljuje listnate gozdove, suho grmičevje, montanske vlažne gozdove in galerijske gozdove (gozdovi ob rečnih bregovih). Močno daje prednost galerijskim gozdovom, vendar so bili takšni gozdovi zdaj izkrčeni na večjem delu Madagaskarja, da bi ustvarili pašnike za živino. Odvisno od lokacije se lahko temperature znotraj njegovega geografskega območja razlikujejo od –12 °C v masivu Andringitra do 48 °C v bodičastih gozdovih posebnega rezervata Beza Mahafaly.
To vrsto najdemo daleč na vzhodu do Tôlanara, v notranjosti proti gorovju Andringitra na jugovzhodni planoti, med bodičastimi gozdovi južnega dela otoka in severno vzdolž zahodne obale do mesta Belo sur Mer. Zgodovinsko gledano so se severne meje njegovega območja na zahodu razširile do reke Morondava blizu Morondave. Še vedno ga je mogoče najti v narodnem parku Kirindy Mitea, južno od Morondave, čeprav v zelo redko. Ne pojavlja se v gozdnem rezervatu Kirindy, severno od Morondave. Njegova porazdelitev po preostalem območju je zelo neenakomerna, gostota populacije pa se zelo razlikuje.
Obročastorepega makija je mogoče zlahka videti v petih narodnih parkih na Madagaskarju: narodnem parku Andohahela, narodnem parku Andringitra, narodnem parku Isalo, narodnem parku Tsimanampetsotsa in narodnem parku Zombitse-Vohibasia. Najde de ga lahko tudi v posebnem rezervatu Beza-Mahafaly, posebnem rezervatu Kalambatritra, posebnem rezervatu Pic d'Ivohibe, Amboasary Sud, zasebnem rezervatu Berenty, skupnostnem rezervatu Anja in obrobno v narodnem parku Kirindy Mitea. Nezaščiteni gozdovi, v katerih so poročali o vrsti, so Ankoba, Ankodida, Anjatsikolo, Anbatotsilongolongo, Mahazoarivo, Masiabiby in Mikea.
Znotraj zavarovanih območij, za katera je znano, da živi, je obročastorepi maki simpatričen (deli svoje območje razširjenosti) s kar 24 vrstami lemurjev, ki pokrivajo vse živeče rodove razen Allocebus,  in Varecia. Zgodovinsko gledano je bila vrsta simpatična s kritično ogroženim navadnim varijem (Varecia variegata editorum), ki je bil nekoč najden v narodnem parku Andringitra; vendar pa v zadnjih letih niso poročali o nobenem opažanju.

## Prehrana
Obročastorepi maki je oportunističen vsejed, ki se prehranjuje predvsem s sadjem in listjem, zlasti s tamarindovim drevesom (Tamarindus indica), domorodno znanim kot kily. Ko je na voljo, tamarinda predstavlja kar 50 % prehrane, zlasti v sušnem zimskem obdobju. Obročastorepi maki se prehranjuje s kar tremi ducati različnih rastlinskih vrst, njegova prehrana pa vključuje cvetove, zelišča, lubje in sok. Opazili so, da se prehranjuje z razpadlim lesom, zemljo, pajkovimi mrežami, zapredki žuželk, členonožci (pajki, gosenice, cikade in kobilice) in majhnimi vretenčarji (ptice in kameleoni). V sušnem obdobju postane vse bolj oportunističen.

## Socialni sistemi
Obročastorepi maki živijo v skupinah, znanih kot "čete", ki so razvrščene kot skupine z več samci, z matrilinijo kot jedro skupine. Kot pri večini lemurjev, samice socialno prevladujejo nad samci v vseh okoliščinah, vključno s prednostjo hranjenja. Prevlado uveljavljajo z napadi, lovljenjem, stiskanjem, grabljenjem in grizenjem. Mlade samice ne podedujejo vedno materinega ranga in mladi samci zapustijo trop med tretjim in petim letom starosti. Oba spola imata ločeni hierarhiji prevlade; samice imajo izrazito hierarhijo, medtem ko je položaj samcev povezan s starostjo. Vsaka četa ima enega do tri osrednje odrasle samce na visokem položaju, ki komunicirajo z samicami več kot samci iz druge skupine in vodijo procesijo čete z samicami na visokem položaju. Nedavno premeščeni samci, stari samci ali mladi odrasli samci, ki še niso zapustili svoje natalne skupine, so pogosto nižje uvrščeni. Ker ostanejo na obrobju skupine, so po navadi marginalizirani iz skupinskih dejavnosti.
Pri samcih so lahko spremembe družbene strukture sezonske. V šestmesečnem obdobju med decembrom in majem nekaj samcev migrira med skupinami. Uveljavljeni samci se v povprečju preselijo vsakih 3,5 let, čeprav se lahko mladi samci preselijo približno vsake 1,4 leta. Do cepitve skupine pride, ko skupine postanejo prevelike in viri postanejo redki.
Zjutraj se obročastorepi maki sonči, da se ogreje. Obrnjen je proti soncu in sedi v položaju, ki ga pogosto opisujejo kot 'čaščenje sonca' ali položaj lotosa. Vendar pa sedi z iztegnjenimi nogami navzven, ne s prekrižanimi nogami, in se pogosto opira na bližnje veje. Sončenje je pogosto skupinska dejavnost, zlasti v hladnih jutrih. Ponoči se bodo čete razdelile v speče skupine, ki se bodo stisnile skupaj, da se bodo ogrele.
Kljub temu, da je štirinožni, se lahko obročastorepi maki dvigne in uravnoteži na zadnjih nogah, običajno za agresivno izkazovanje. Ko je ogrožen, lahko skoči v zrak in udari ven s svojimi kratkimi nohti in ostrimi zgornjimi pasjimi zobmi v vedenju, ki ga imenujemo skok. To je izjemno redko zunaj paritvene sezone, ko so napetosti visoke in je tekmovanje za partnerje močno. Druga agresivna vedenja so grozeče strmenje, ki se uporablja za ustrahovanje ali začetek boja in pokorna kretnja, znana kot potegnjene ustnice.
Občasno pride do mejnih sporov s tekmeci in dominantna samica je odgovorna za obrambo domačega tropa. Agonistična srečanja vključujejo strmenje, napadalne pristope in občasno fizično agresijo ter se zaključijo z umikom pripadnikov čete proti središču domačega dosega.

## Vzreja in razmnoževanje
Obročastorepi maki je poliginandričen, čeprav se dominantni samec v tropu običajno pari z več samicami kot drugi samci. Boji so najpogostejši v času paritve. Dojemljiva samica lahko začne parjenje tako, da pokaže zadnjico, dvigne rep in pogleda želenega samca čez ramo. Samci lahko pregledajo genitalije samice, da ugotovijo dojemljivost. Samice se običajno parijo znotraj svojega tropa, vendar lahko poiščejo samce zunaj.
Paritvena sezona traja od sredine aprila do sredine maja. Estrus traja 4 do 6 ur in v tem obdobju se samice parijo z več samci. Znotraj tropa samice stopnjujejo svojo dovzetnost, tako da vsaka samica med sezono parjenja pride v estrus na drug dan, kar zmanjša konkurenco za pozornost samcev. Samice dojijo med deževno sezono, od decembra do aprila, ko so viri takoj na voljo. Samice so breje v sušnem obdobju, od maja do septembra, ko je virov malo. Samice rodijo v sezonah, ko so viri, kot so rože, na vrhuncu. Brejost traja približno 135 dni, skotitev pa se pojavi septembra ali občasno oktobra. V naravi je en potomec norma, čeprav se lahko pojavijo dvojčki. Mladiči imajo porodno težo 70 g in jih prvih 1 do 2 tedna nosijo ventralno (na prsih), nato dorzalno (na hrbtu).
Mladi lemurji začnejo jesti trdno hrano po dveh mesecih in so popolnoma odstavljeni po petih mesecih. Spolno zrelost dosežejo med 2,5 in 3 leti. Udeležba samcev pri vzgoji mladičev je omejena, čeprav je mogoče opaziti, da celoten trop, ne glede na starost ali spol, skrbi za mladiče. Poročali so o alostarševstvu med samicami. Občasno se zgodi tudi ugrabitev s strani samic in detomor s strani samcev. Zaradi težkih okoljskih razmer, plenilcev in nesreč, kot so padci, je lahko umrljivost mladičev celo do 50 % v prvem letu in le 30 % lahko doseže odraslost. Najdlje živeči obročastorepi makiv naravi je bila samica v rezervatu Berenty, ki je živela 20 let. V divjini samice le redko doživijo 16 let, medtem ko pričakovana življenjska doba samcev zaradi njihove socialne strukture ni znana. Najdlje živeči samec naj bi bil star 15 let. Največja življenjska doba v ujetništvu je bila 27 let.

## Stanje ohranjenosti
Poleg tega, da ga je IUCN leta 2014 uvrstil na seznam ogroženih, je obročastorepi maki od leta 1977 uvrščen na seznam CITES pod Dodatek I, zaradi česar je trgovina z divjimi ulovljenimi osebki nezakonita. Čeprav obstaja več ogroženih vrst lemurjev, velja obročastorepi maki zaradi svoje prepoznavnosti za paradno vrsto. Od leta 2017 je ocenjeno, da je v divjini ostalo le okoli 2000 lemurjev z obročastim repom, zaradi česar je grožnja izumrtja zanje veliko resnejša, kot se je domnevalo prej.[5]
Trije dejavniki ogrožajo obročastorepe makije. Najprej in najpomembnejše je uničevanje habitata. Odkar so se pred skoraj 2000 leti na otok pripeljali ljudje, so bili gozdovi krčeni za proizvodnjo pašnikov in kmetijskih zemljišč. Pridobivanje trdega lesa za gorivo in les ter rudarjenje in prekomerna paša so prav tako terjali svoj davek. Danes se ocenjuje, da je izgubljenih 90 % prvotne gozdne pokritosti Madagaskarja. Naraščajoča populacija je v jugozahodnem delu otoka ustvarila še večje povpraševanje po lesu za kurjavo, oglju in lesu. Požari, ki nastanejo zaradi krčenja travnikov, pa tudi požigalništvo uničujejo gozdove. Druga grožnja vrsti je lov za hrano (meso), krznena oblačila ali hišne ljubljenčke. Nazadnje, občasna suša, ki je običajna za južni Madagaskar, lahko vpliva na populacije, ki že upadajo. V letih 1991 in 1992 je na primer huda suša povzročila nenormalno visoko stopnjo umrljivosti mladičev in samic v posebnem rezervatu Beza Mahafaly. Dve leti kasneje se je populacija zmanjšala za 31 % in trajala so skoraj štiri leta, da je začela okrevati.
Obročastorepi maki prebiva na več zavarovanih območjih znotraj svojega območja, od katerih vsako ponuja različne stopnje zaščite. V posebnem rezervatu Beza Mahafaly so uporabili celovit pristop k ohranjanju in situ. Ne samo, da terenske raziskave in upravljanje z viri vključujejo mednarodne študente in lokalno prebivalstvo (vključno s šolarji), živinoreja se uporablja na obrobnih območjih rezervata, ekoturizem pa koristi lokalnim ljudem.
Zunaj vse manjšega habitata in drugih groženj se obročastorepi maki zlahka razmnožuje in se dobro obnese v ujetništvu. Iz tega razloga, skupaj s svojo priljubljenostjo, je postal najbolj poseljen lemur v živalskih vrtovih po vsem svetu, z več kot 2000 osebki v ujetništvu od leta 2009. Je tudi najpogostejši od vseh primatov v ujetništvu. Objekti ex situ, ki aktivno sodelujejo pri ohranjanju so Duke Lemur Center v Durhamu v Severni Karolini, Lemur Conservation Foundation v Myakka Cityju na Floridi in Madagascar Fauna Group s sedežem v živalskem vrtu Saint Louis. Zaradi visokega uspeha vzreje v ujetništvu je možna ponovna naselitev, če bi divje populacije propadle. Čeprav so bile poskusne izpustitve na otoku St. Catherines v Georgii uspešne in so pokazale, da se lemurji v ujetništvu zlahka prilagodijo svojemu okolju in kažejo celoten spekter naravnega vedenja, se o izpustitvi v ujetništvu trenutno ne razmišlja.
Populacijam obročastorepih makijev lahko koristi tudi ukrepanje v primeru suše zaradi razpoložljivosti napajalnikov in vnesenih sadnih dreves, kot je razvidno iz zasebnega rezervata Berenty na južnem Madagaskarju. Vendar ti posegi niso vedno pozitivno ocenjeni, saj naravna nihanja populacije niso dovoljena. Domneva se, da je vrsta svojo visoko plodnost razvila zaradi težkega okolja.